# Nipponaphera quasilla
Nipponaphera quasilla is een slakkensoort uit de familie van de Cancellariidae. De wetenschappelijke naam van de soort is voor het eerst geldig gepubliceerd in 1987 door Petit.